# Neocorynura centroamericana
Neocorynura centroamericana là một loài Hymenoptera trong họ Halictidae. Loài này được Smith-Pardo mô tả khoa học năm 2005.